# Grand Canyon Antelopes
Die Grand Canyon Antelopes, auch Lopes genannt, sind die 21 Sportmannschaften, die die Grand Canyon University in Phoenix, Arizona, repräsentieren. Die meisten Teams der Universität treten in der Mountain West Conference (MW) auf der Ebene der NCAA Division I an.
Drei Mannschaften in Sportarten, die nicht von der MW gesponsert werden, treten anderswo an. Männerfußball tritt in der Western Athletic Conference an, der die Universität vor Juli 2025 angehörte. Die Schwimm- und Wasserspringerinnen der Frauen treten in der Big West Conference an. Die Beachvolleyballerinnen der Frauen spielen in der Mountain Pacific Sports Federation.

## Referenzen
1. ↑  Mountain West Welcomes Grand Canyon University for the 2025-26 Academic Year. Mountain West Conference, 8. Juli 2025, abgerufen am 8. Juli 2025 (englisch).